# Pradip Somasundaran

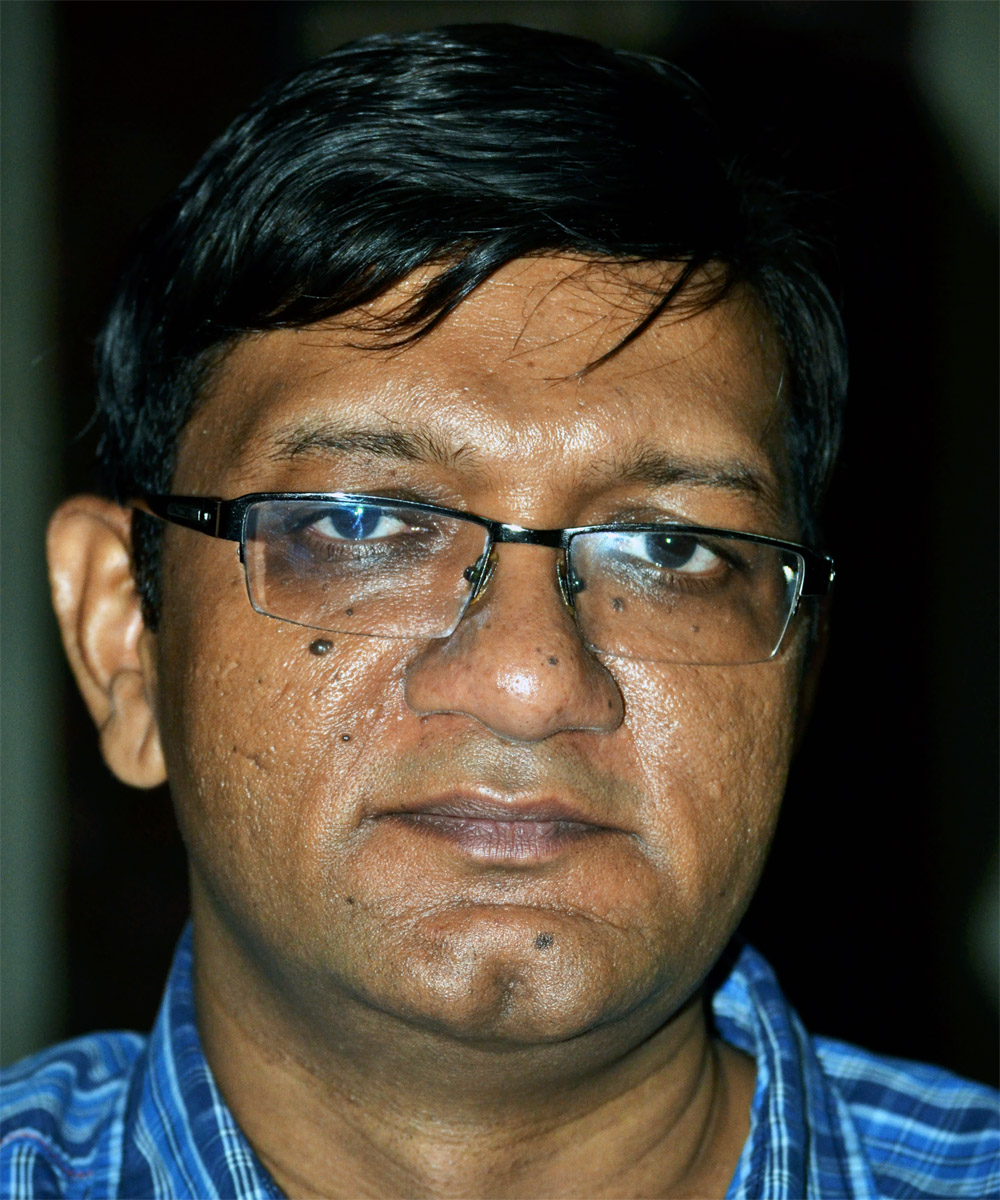

Pradip Somasundaran (Malayalam: പ്രദീപ് സോമസുന്ദരൻ) (26 de enero de 1967 en Nelluvaya, Thrissur), conocido artísticamente como Pradeep Somasundaram, es un cantante de playback o reproducción indio.

## Biografía
Pradip Somasundaran nació el 26 de enero de 1967  en Nelluvaya, Vadakkaancherry, Thrissur, Kerala, India. Se formó inicialmente en la música, especializándose en el género musical de Música carnática. Luego empezó realizar presentaciones teatrales cuando contaba unos 16 años de edad.

## Carrera
Su director musical fue Ravindran, quien le dio a Pradip Somasundaran su primera ruptura en 1993, pues su canción titulada "Samayam Manoharam", formó parte de la banda sonora de la película titulada "Ezhuthachan". También ha trabajado con el fallecido Johnson, Mohan Sitara e Ilayaraaja en Malayalam. Sandeep Chowta, lo introdujo en el cine Telugu para una película titulada "Bujjigadu", que fue dirigida por el director de cine Puri Jagannadh. También interpretó un tema musical compuesta por Sandeep Chowta, un director de música y dirigida a la vez por YVS Chowdary. También ha interpretado un tema musical titulada  "Bhagavane" para una serie de televisión titulada "Gajarajan Guruvayur Keshavan", que fue compuesta por Vidhyadharan y difundida por la cadena televisiva "Surya TV". Además de ser un cantante de playback o reproducción, también interpreta música carnática, ghazals y cantos devocionales. 

## Discografía

### Temas musicales de películas
| Canción             | Película                             | Publicado por    | Director de música | Año de lanzamiento    |
| ------------------- | ------------------------------------ | ---------------- | ------------------ | --------------------- |
| Samayam Manoharam   | Ezhuthachan                          | HMV (RPG)        | Raveendran         | 1993                  |
| Perumathodi         | Mannadiyar Penninu Chenkotta Chekkan | Ankith Audio     | Raveendran         | 1996                  |
| Punyam              | Kalyanappittennu                     | Sargam           | Raveendran         | 1997                  |
| Muthe Ninne Thedi   | Manasam                              | Ankith Audio     | Johnson            | 1997                  |
| Vavaa Voo           | Manasam                              | Ankith Audio     | Johnson            | 1997                  |
| Moham Manassil      | Arjunan Pillayum Anju Makkalum       | Sargam           | Mohan Sitara       | 1997                  |
| Mohini Enikkayi     | Manjeeradhwani                       | Johny Sagariga   | Ilayaraaja         | 1998                  |
| Sandhya Ragamai     | Kannadikkadavathu                    | East Coast Audio | Balabhaskar        | 2000                  |
| Manava Mochana      | Arunam                               | --               | Ramesh Narayan     | 2006 (To be Released) |
| Chitti Aayi Re      | Bujjigadu Made In Chennai (Telugu)   | Aditya Audios    | Sandeep Chowta     | 2008                  |
| Poolu Gusa Gusa     | Saleem (film) (Telugu)               | Sony Music       | Sandeep Chowta     | 2009                  |
| Virahardra, Muthola | Dhanyam (Malayalam)                  | Pooram Arts      | K.K Sebastian      | 2012                  |

### Película no álbumes
| Álbum                 | Idioma    | Publicado por                              | Director musical                       | Año de lanzamiento  |
| --------------------- | --------- | ------------------------------------------ | -------------------------------------- | ------------------- |
| Pratyasha Vol 1,2,3,4 | Hindi     | Dharmabharathi                             | Fr. Paul Poovathigal                   | 1994,1997,2000,2006 |
| Sangeetharchana       | Malayalam | HMV (RPG)                                  | Jaya Vijaya                            | 1997                |
| Ayyappamayam          | Malayalam | Sargam                                     | Suresh & Suma Varma                    | 1997                |
| Pradakshinam          | Malayalam | Audiotracs                                 | Kalyan Anand                           | 1997                |
| Kripa                 | Malayalam | Johny Sagariga                             | Jerson Antony                          | 1997                |
| Sangeetha Sangamam    | Malayalam | Johny Sagariga                             | MACTA Live Program                     | 1998                |
| Ninakkayi             | Malayalam | East Coast Audios                          | Balabhaskar                            | 1998                |
| Ponnonam              | Malayalam | Sargam Audios                              | Raveendran                             | 1998                |
| The Golden Voice      | Hindi     | Maruthi Audios                             | Cover Versions                         | 1998                |
| Aadyamayi             | Malayalam | East Coast Audios                          | Balabhaskar                            | 2000                |
| Onappeeli             | Malayalam | East Coast Audios                          | Balabhaskar                            | 2000                |
| Ayyappathrippadam     | Malayalam | Pranathy Audios                            | Ravindran Paingodu                     | 2000                |
| Angel                 | Malayalam | Angel Vision                               | Johnson, Joy Cheruvathoor, Ouseppachan | 2000                |
| Ennennum              | Malayalam | Satyam Audios                              | Manoj George                           | 2001                |
| Jeevan                | Malayalam | Grace Communications                       | Joy Cheruvathoor                       | 2002                |
| Koti Pranaam          | Mixed     | The Art of Living Foundation International | Pradip Somasundaran                    | 2007                |
| Rithubhangi           | Malayalam | Manorama Music                             | Kallara Gopan                          | 2009                |
| Mazhanritham          | Malayalam | Highness Video                             | Pradip Somasundaran                    | 2011                |